# Henrietta Vogel

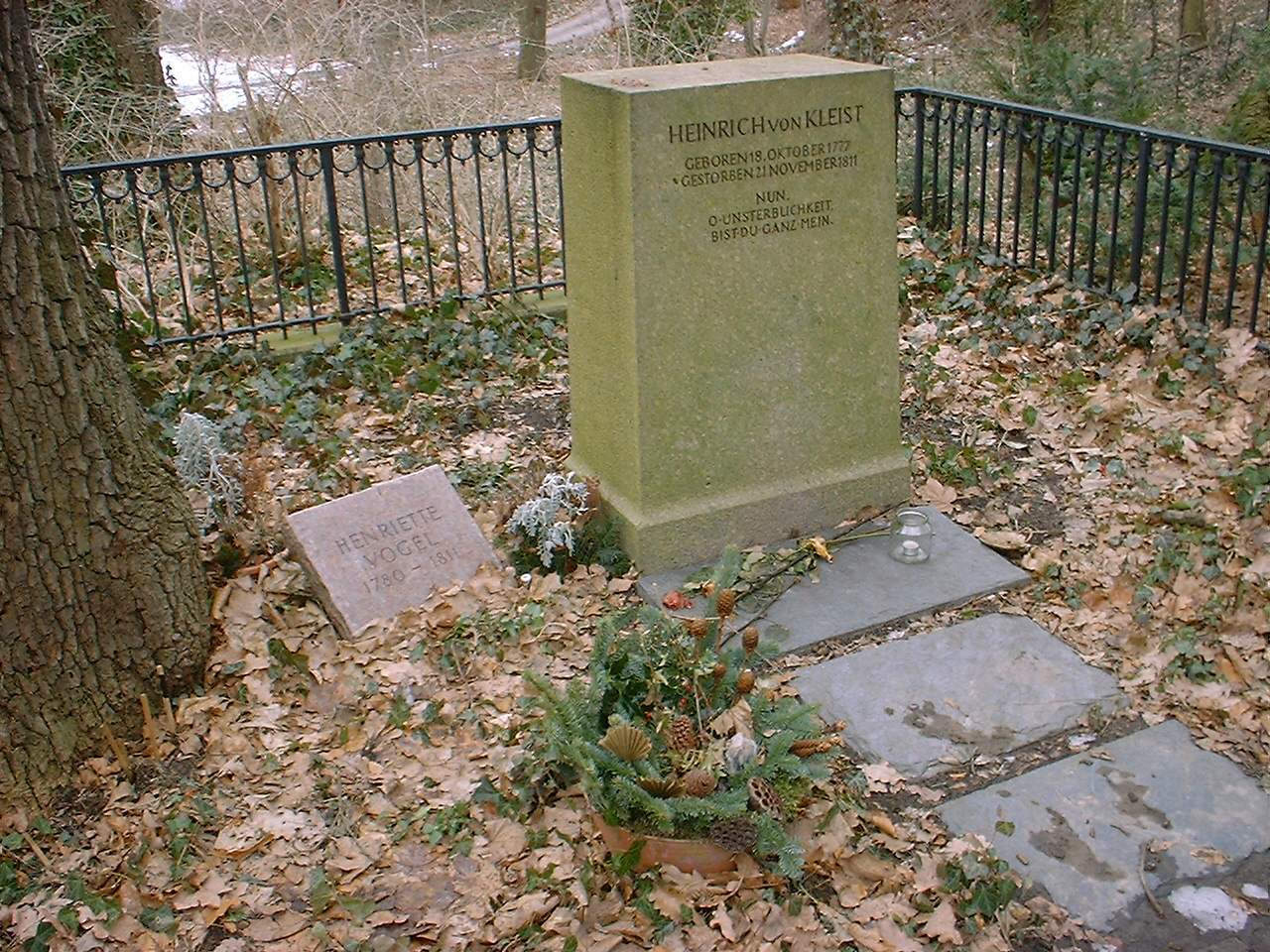
Grób Heinricha von Kleista i Henrietty Vogel w Wannsee

Henrietta Vogel (ur. 1780, zm. 21 listopada 1811) – towarzyszka samobójstwa Heinricha von Kleista. 

## Życiorys
Była śmiertelnie chora, prawdopodobnie na raka. Została przez niego zastrzelona w Wannsee, nim sam strzelił sobie w usta.